# Montón (kommunhuvudort)
Montón är en kommunhuvudort i Spanien.   Den ligger i provinsen Provincia de Zaragoza och regionen Aragonien, i den nordöstra delen av landet, 200 km öster om huvudstaden Madrid. Montón ligger 681 meter över havet och antalet invånare är 155.
Terrängen runt Montón är kuperad åt sydväst, men åt nordost är den platt. Montón ligger nere i en dal. Runt Montón är det ganska glesbefolkat, med 23 invånare per kvadratkilometer. Närmaste större samhälle är Calatayud, 19,5 km nordväst om Montón. Omgivningarna runt Montón är i huvudsak ett öppet busklandskap.